# NetBeans
NetBeans е интегрирана среда за разработка (IDE) на Java, JavaScript, PHP, Python, Ruby, Groovy, C, C++, Scala, Clojure и други приложения.
NetBeans IDE е междуплатформен софтуер с отворен код.

## Многоезичност
NetBeans е преведен на 28 езика (версия 7.0 пусната през април 2011 г.).